# Мульчицький заказник
Му́льчицький зака́зник — ботанічний заказник місцевого значення в Україні. Розташований у межах Вараського району Рівненської області, на території Мульчицької, Борівської та Озерецької сільських рад. 
Площа 3860 га. Створений згідно з рішенням Рівненського облвиконкому № 343 від 22.11.1983 року з метою збереження дикоростучих ягідників журавлини. Землекористувачі — Мульчицьке л-во (кв. 3, 5, 7, 8, 15-18, 23, 24, 27-32), Озерецьке л-во (кв. 24-28, 30, 31, 33, 37-39) ДП «Володимирецький лісгосп» та СВК імені 17 вересня. 
Охороняються типові для Полісся соснові ліси зеленомохові та чорницеві, а також рідколісні сосново-пухівково-сфагнові болота.